# سسک چشم‌سفید جلگه‌ای
سسک چشم‌سفید جلگه‌ای (نام علمی: Zosterops meyeni) یک گونه پرنده از خانواده سسکان چشم‌سفید است.
این گونه بومی بخش شمالی فیلیپین و جزایر تایوانی لودائو و لانیو است.
زیستگاه طبیعی آن جنگل‌های جلگه‌ای نمناک نیمه‌گرمسیری یا گرمسیری است.